# Đảng Cộng sản Liên Xô (Shenin)
Đảng Cộng sản Liên Xô là một tổ chức do Oleg Semyonovich Shenin thành lập vào năm 2001, với thành phần ban đầu gồm những người ly khai khỏi Liên minh các Đảng Cộng sản - Đảng Cộng sản Liên Xô. Nguyên do của sự ly khai này là sự bất đồng ý kiến giữa Shenin với Gennady Andreyevich Zyuganov về việc thành lập một Đảng Cộng sản thống nhất của Nga và Belarus. Shenin là người lãnh đạo của Đảng Cộng sản Liên Xô mới này cho đến khi ông mất vào ngày 28 tháng 5 năm 2009.
Các tổ chức thành viên:
- Đảng Công nhân Cộng sản Nga – Đảng Cách mạng của những người Cộng sản
- Đảng Cộng sản mới Gruzia
- Đảng Cộng sản Abkhazia
- Đảng Cộng sản Azerbaijan (on Platform of Marxism-Leninism)
- Liên minh những người Cộng sản Latvia (bị cấm hoạt động)
- Đảng Cộng sản Pridnestrovie
- Đảng Cộng sản Kyrgyzstan
- Đảng Cộng sản Tajikistan
- Đảng Cộng sản Estonia (bị cấm hoạt động)